# Separate Ways (Worlds Apart)
Separate Ways (Worlds Apart) är en låt framförd av den amerikanska musikgruppen Journey från deras åttonde studioalbum Frontiers, som gavs ut som singel för första gången i januari 1983. Den placerade sig som nummer åtta på Billboard Hot 100 under sex veckors tid, för att sedan ligga på förstaplatsen på den amerikanska Top Tracks-listan i fyra veckor i sträck. Låten har använts i filmen Tron: Legacy, samt även i säsong 4 av Netflixserien Stranger Things.